# تپه نقشینه
تپه نقشینه مربوط به کالکولتیک (مس‌سنگی) - هزاره اول (پیش از میلاد) است و در شهرستان تکاب، بخش تخت سلیمان، دهستان احمدآباد، روستای امین آباد واقع شده است. این اثر در تاریخ ۳۰ دی ۱۳۸۵ با شمارهٔ ثبت ۱۶۷۹۴ به عنوان یکی از آثار ملی ایران به ثبت رسیده است.